# 韋政通
韋政通（1927年12月16日—2018年8月5日），江蘇鎮江人，學者、思想家、知識分子，曾任中國文化學院（中國文化大學前身）教授、國立清華大學人文學科教授、國立清華大學歷史研究所教授、聯合報系《中國論壇半月刊》編輯委員會召集人、國際中國哲學會學術顧問、《二十一世紀雙月刊》編輯委員，為澄社發起人之一。與梁漱溟、錢穆、徐復觀等人同為自學有成的思想家。
2018年8月5日凌晨，韋政通逝世，享耆壽92歲。

## 經歷
韋政通出生於江蘇省丹陽縣新豐鎮後小辛村，家裡是當地首富。1949年，韋政通喜歡一位已撤退到臺灣的護士，於是拿了十元銀元加入中國青年軍207師，從上海渡海到了台灣。1954年，韋政通因受勞思光的影響，辭去新聞工作，開始他賣稿維生的山居生活。韋政通得到《人生雜誌》負責人王貫之的精神支持及發表機會，並在此時期積極聽講，從當代名家方東美、陳康、牟宗三等人修習哲學。當時因生活艱難，曾手抄羅近溪的《盱壇直詮》、王龍溪的《語錄》，及牟宗三、唐君毅的早期文章；因購買陸九淵《象山先生全集》，而典當唯一的冬季西服。1957年，韋政通從臺北市大屯山南下至南投縣碧山岩的寺院安身，教授寺院比丘尼的文史課程，生活才稍為安定。1958年，經徐復觀相助，韋政通以著作檢定取得教師資格，至台中一中擔任高中教師。
1963年，韋政通與牟宗三等新儒家學者分道揚鑣，在《文星雜誌》中批判儒學的缺陷，開始其自身獨立的思想探險。殷海光透過學生王曉波與韋政通會面，並對韋政通非常賞識；韋政通由此加入了自由主義者的行列。晚年結識學生陳復，師生常相論學，並共同受邀到越南河內人文社會科學大學講學，從事臺灣研究講座。後韋政通獲聘為國立宜蘭大學生命教育研究室榮譽顧問，並頒發「政通學者」的榮譽給其學生陳復、尹文漢、王立新、王馨、向葉平、何卓恩、吳炳釗、張宏敏與張京華共計九人。 
韋政通出版過三十多種哲學、思想、文化類學術專著。1980年，韋政通獨立完成近百萬字的《中國思想史》，與勞思光的《新編中國哲學史》同為台灣學界常用的中國哲學史教材。晚年韋政通往返台海兩岸講學，促進兩岸學術交流。

## 著作
- 《傳統的透視》（台北：自由太平洋文化，1965）
- 《荀子與古代哲學》（台北：臺灣商務印書館，1966）
- 《中國哲學思想批判》（台北：大林出版社，1968）
- 《傳統與現代化》（台北：水牛出版社，1968）；1970年遭查禁，1989年再版更名《儒家與現代化》
- 《中國文化概論》（台北：水牛出版社，1968）；2003年岳麓書社再版；2008年吉林出版集團再版
- 《知識份子的責任》（台北：弘毅出版社，1970）
- 《開創性的先秦思想家》（台北：現代學苑，1972）；1974年更名《先秦七大哲學家》（台北：牧童出版社）；2006年江蘇教育出版社再版
- 《現代化與中國的適應》（台北：廬山出版社，1974）
- 《中國文化與現代生活》（台北：水牛出版社，1974）；2005年中國人民大學出版社再版
- 《中國的智慧》（台北：牧童出版社，1975）；2003年岳麓書社再版；2009年吉林出版集團再版
- 《中國哲學辭典》（台北：大林出版社，1977）；2009年吉林出版集團再版
- 《巨變與傳統》（台北：牧童出版社，1978）；1990年更名《中國思想傳統的現代反思》（台北：桂冠圖書公司）
- 《中國現代思想家梁漱溟》（台北：巨人出版社，1978）
- 《中國現代思想家胡適》（台北：巨人出版社，1978）
- 《中國思想史》上冊（台北：大林出版社，1979）、下冊（台北：大林出版社，1980）；2001年水牛出版社13版；2003年上海書店出版社再版；2009年吉林出版集團再版
- 《傳統的更新》（台北：大林出版社，1981）
- 《倫理思想的突破》（台北：大林出版社，1982）；2005年中國人民大學出版社再版
- 《儒家與現代中國》（台北：東大圖書公司，1984）
- 《思想的貧困》（台北：東大圖書公司，1985）
- 《董仲舒》（台北：東大圖書公司，1985）
- 《歷史轉捩點上的反思》（台北：東大圖書公司，1989）
- 《立足臺灣，關懷大陸》（台北：東大圖書公司，1991）
- 《中國十九世紀思想史》上冊（台北：東大圖書公司，1991）、下冊 （台北：東大圖書公司，1992）
- 《思想的探險》（自傳）（台北：正中書局，1993）
- 《傳統的更新》（台北：水牛出版社，1989）
- 《孔子》（台北：東大圖書公司，1996）
- 《無限風光在險峰：毛澤東的性格與命運》（台北：立緒文化，1999）
- 《中國思想傳統的創造轉化》（台北：洪葉文化，2000）
- 《中國思想與人文關懷》（台北：洪葉文化，2000）
- 《人是可以這樣活的》（台北：洪葉文化，2000）
- 《一陣風雷驚世界：毛澤東與文化大革命》（台北：立緒文化，2001）
- 《韋政通自選集》（山東：山東教育出版社，2005）
- 《智慧不老：韋政通教授八十演講錄》（台北：法鼓文化，2009）
- 《中國思想史方法論文選集》（上海：上海人民出版社，2009）
- 何卓恩、王立新編：《時代人物各風流》（北京：中華書局，2011）
- 何卓恩、王立新編：《知識人生三大調》（北京：中華書局，2011）
- 何卓恩、王立新編：《傳統與現代之間》（北京：中華書局，2011）
- 何卓恩、王立新編：《人文主義的力量》（北京：中華書局，2011）
- 《異端的勇氣：韋政通的一生》（台北：水牛出版社，2018）

## 外部連結
- 法鼓大學政通書房 （页面存档备份，存于）
- 韋政通:愛吾師更愛真理 （页面存档备份，存于）
- . 時代周報. 2009-08-19  [2011-12-21]. （原始内容存档于2012-01-06） （中文（中国大陆））.
- . 深圳晶報. 2010-05-20 （中文（中国大陆））.[永久]
- . 國立宜蘭大學生命教育研究室.   [2018-03-29]. （原始内容存档于2018-03-30） （中文（臺灣））.
- . 國立宜蘭大學生命教育研究室.   [2018-03-29]. （原始内容存档于2018-03-29） （中文（臺灣））.
- 想媽媽—韋政通的少年愛情夢 （页面存档备份，存于）